# هند حریری
هند رفیق حریری (عربی: هند رفيق الحريري، انگلیسی: Hind Rafic Al-Hariri؛ زاده ۱۹۸۴) کوچک‌ترین فرزند رفیق حریری تاجر و سیاستمدار سابق لبنان است. وی از دانشگاه آمریکایی بیروت فارغ‌التحصیل شده‌است. در سال ۲۰۰۸ مجله فوربز او را به عنوان یکی از جوان‌ترین میلیاردرهای جهان معرفی کرد. هند حریری در سال ۲۰۰۹ با محمد انس آل کاروت ازدواج کرد.